# معاهدة غهاي
معاهدة غهاي هي معاهدة وُقِّعت في سنة 1443 بين مملكة جوسون الكورية وبين سو ساداموري لضبط عمليات القرصنة اليابانية وتشريع التجارة بين جزيرة تسوشيما والموانئ الثلاثة الكورية. تسمى المعاهدة في اليابان باسم معاهدة كاكيتسو (باليابانية: 嘉吉条約) حيث تشير كلمة كاكيتسو إلى سنة 1443.